# Stadio Nazionale

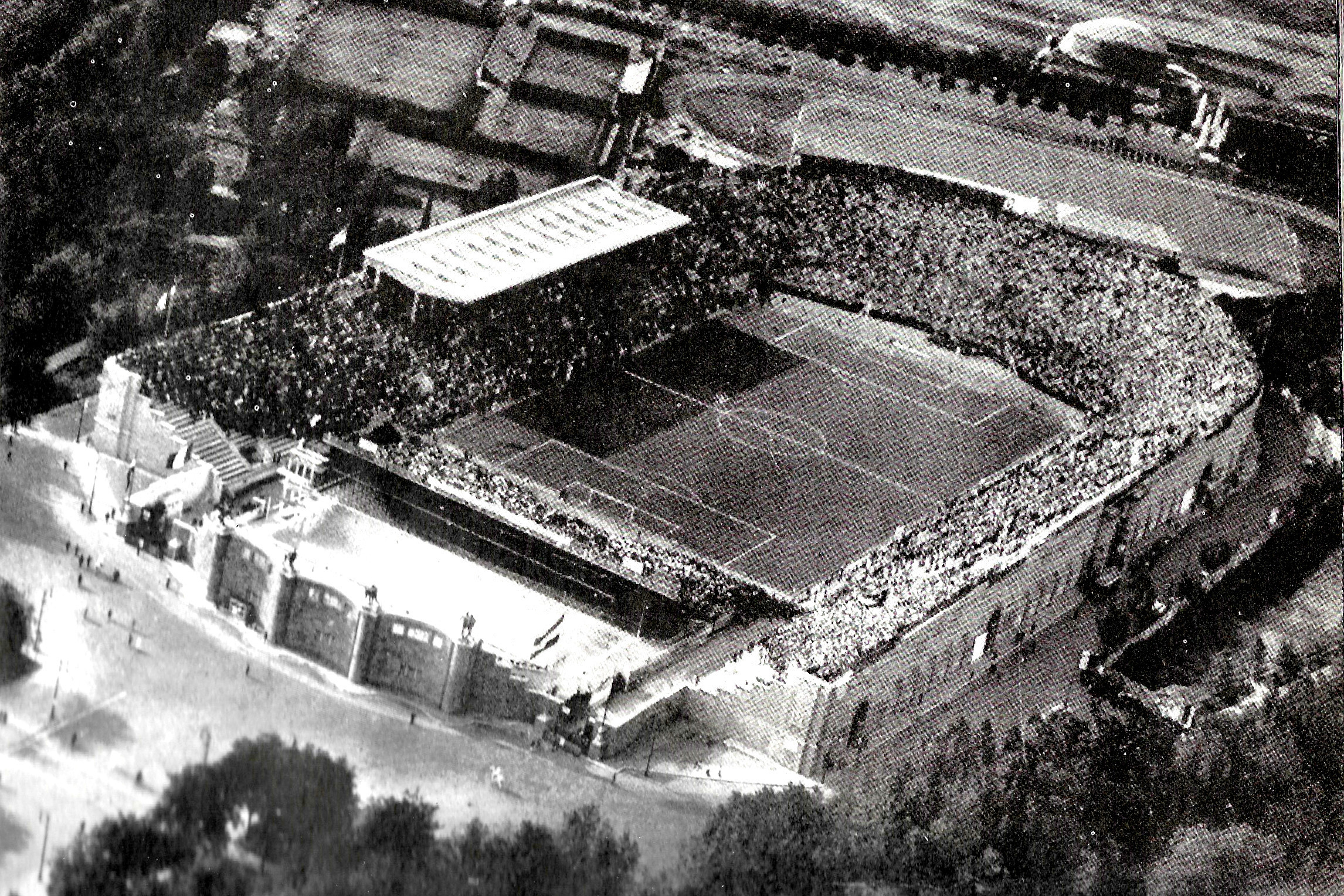
Stadio Nazionale

Stadio Nazionale del Partito Nazionale Fascista (Stadio Nazionale del PNF) - stadion piłkarski w Rzymie, istniejący w latach 1927–1953. Jedna z aren mistrzostw świata w piłce nożnej 1934.
Pierwotny stadion powstał w 1911 z okazji 50. rocznicy zjednoczenia Włoch. Od nowa został zbudowany w 1927 i wtedy nadano mu nazwę Narodowej Partii Faszystowskiej. Mógł pomieścić około 45 000 widzów. Podczas MŚ 34 na stadionie odbyły się 3 mecze, w tym finał - 10 czerwca 1934 Włochy po dogrywce pokonały Czechosłowację 2:1.
Na Stadio Nazionale swe ligowe mecze rozgrywały AS Roma i S.S. Lazio. Został wyburzony w 1953, w jego miejscu w 1957 powstał Stadio Flaminio.